# L'Ange de la nuit (film, 1931)
Pour les articles homonymes, voir L'Ange de la nuit.

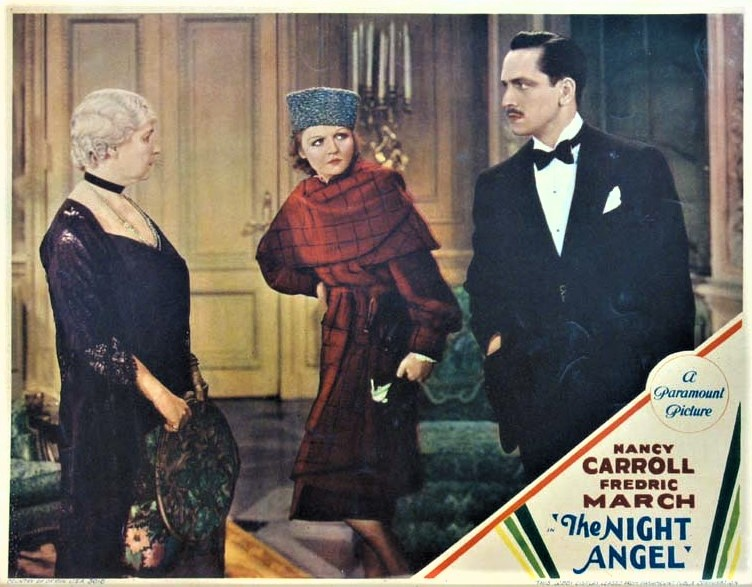
Carte promotionnelle du film.

L'Ange de la nuit (The Night Angel) est un film américain réalisé par Edmund Goulding, sorti en 1931.

## Synopsis
Inconnu.

## Fiche technique
- Réalisation : Edmund Goulding
- Scénario : Edmund Goulding
- Production : Paramount Pictures
- Photographie : William O. Steiner
- Musique : Vernon Duke
- Montage : Emma Hill
- Durée : 86 minutes
- Date de sortie : 18 juillet 1931[1].

## Distribution
- Nancy Carroll : Yula Martini
- Fredric March : Rudek Berken
- Phoebe Foster : Theresa Masar
- Alison Skipworth : Comtesse von Martini
- Alan Hale, Sr. : Biezel
- Hubert Druce : Vincent
- Katherine Emmet : Mme Berken
- Otis Sheridan : Schmidt
- E. Lewis Waller : Kafka
- Clarence Derwent : Rosenbach
- Charles Howard : Clown
- Doris Rankin : Infirmière
- Francine Dowd : Mitzi
- Cora Witherspoon : Infirmière en chef
- Francis Pierlot : Jan

## Commentaires
C'est l'un des films ayant eu le moins de succès pour l'acteur Fredric March, malgré la présence au générique de Nancy Carroll.